# Кушкуак
Кушкуа́к (рос. Кушкуак, башк. Ҡушҡыуаҡ) — присілок у складі Чишминського району Башкортостану, Росія. Входить до складу Сафаровської сільської ради.
Населення — 53 особи (2010; 59 в 2002).
Національний склад:
- татари — 86 %